# Động cơ tên lửa

Mô hình động cơ tên lửa nhiên liệu rắn

Động cơ tên lửa là động cơ phản lực trong đó chứa toàn bộ nguồn môi chất làm việc và nguồn năng lượng, trong quá trình làm việc nguồn năng lượng này sẽ chuyển hóa thành động năng của dòng môi chất. Hay nói một cách đơn giản, động cơ tên lửa (ĐCTL) là một loại máy nhiệt mà nguồn năng lượng dự trữ được biến đổi thành động năng của dòng môi chất làm việc, dòng môi chất này phụt ra ngoài với tốc độ lớn sẽ tạo thành lực đẩy.

## Phân biệt

### Trong tiếng Anh, "máy đẩy" và "động cơ"
Máy đẩy tên lửa, rocket engine, là một nhánh trong những loại máy đẩy phản lực nhiệt; trong khi động cơ tên lửa là rocket motor. Hai khái niệm này hay được dùng lẫn. Ví dụ như tàu thủy có máy đẩy bao gồm cả chân vịt, trục cái, động cơ, hộp số... trong đó động cơ chỉ là một thành phần nhỏ. Vậy nên có thể dùng lẫn theo thói quen trong tiếng Việt.
Tuy vậy, chính xác nhất thì cụm từ "máy đẩy tên lửa" đúng hơn, nhưng "động cơ tên lửa" lại dùng nhiều hơn, phần lớn lại dùng trong vị trí của "máy đẩy tên lửa". Vậy máy đẩy tên lửa và động cơ tên lửa là một.

### Tiếng Việt, "tên lửa" và "máy bay"
Có nhiều loại động cơ phản lực. Động cơ tên lửa khác với các động cơ phản lực khác ở chỗ nó mang toàn bộ chất đốt, chất oxy hóa, môi chất tạo lượng thông qua... khi hoạt động nó không hút vào cái gì.
Lượng thông qua là lượng vật chất đi qua ống phụt (tuye) tạo phản lực.
Cũng là động cơ phản lực nhiệt, nhưng các động cơ luồng không phải động cơ tên lửa. Đây là các động cơ hút không khí vào, đốt nóng, phụt ra. Động cơ phản lực dùng không khí hay được dùng cho máy bay như ramjet (động cơ phản lực luồng tĩnh), scramjet (động cơ phản lực luồng tĩnh siêu âm), turbojet (động cơ phản lực một luồng tuốc-bin), turbofan (động cơ phản lực phân luồng tuốc-bin)... hút không khí vào làm chất oxy hóa và tạo lượng thông qua. Chúng không phải động cơ tên lửa. Đôi khi chúng được gọi là động cơ phản lực máy bay, động cơ luồng, máy đẩy luồng, jet engine. Các máy bay sử dụng chúng là các máy bay luồng (jet aircraft, jet plane). Tuy vậy, tiếng Việt thường dùng máy bay phản lực, có nhiều tình huống đúng hơn và không đúng bằng tiếng Anh.
Như vậy, động cơ tên lửa có thể hoạt động trong các môi trường chân không như vũ trụ chẳng hạn, vì không cần hút gì vào.
Các thiết bị được đẩy bằng động cơ tên lửa được gọi là tên lửa, hỏa tiễn, rốc két (tiếng Anh là rocket). Từ tiếng Anh xuất phát từ rocchetta trong tiếng Ý, có nghĩa là "pháo hoa". Rất nhiều người lẫn lộn từ này vì không phân biệt được khái niệm này. Cũng nhiều khi người ta bỏ khái niệm tên lửa của thiết bị đi như "xe mang động cơ tên lửa", "máy bay mang động cơ tên lửa". Tuy nhiên, đó là các trường hợp riêng.
Tuy là động cơ phản lực nhiệt (lửa), nhưng nhiều động cơ phản lực nguội như chai khí của học sinh cũng được gọi là rocket engine, đây chỉ là cách gọi trong học tập, vì những thử nghiệm với lửa nguy hiểm cho trẻ em.

### Đạn và tên lửa
Bản thân khái niệm "đạn" dịch tiếng Anh đã thường xuyên sai. Tiếp theo, đến khái niệm "tên lửa" thì sự sai càng phổ biến.
Đạn trong tiếng Anh có các từ khác nhau và hay được dịch ra tiếng Việt là "đạn" tuốt tuột:
- Bullet, đúng ra là đầu đạn nhưng chỉ dùng cho đạn nhỏ.
- Cartridge, đúng ra là viên đạn, bao gồm đầu đạn, vỏ đạn, liều, hạt nổ.
- Projectile, đúng ra... cũng là đầu đạn.

Projectile là phần đi đến mục tiêu. Ví như APDS-FS có guốc (sabot) bỏ lại không thuộc về projectile. Phần bay đi, projectile, của APFS-DS bao gồm thanh xuyên kinetic, cánh đuôi, liều dẫn đường.
Một viên đạn được đẩy bằng động cơ tên lửa cũng phức tạp như vậy, ví như B41, BM-13. Cái cartridge của BM-13 là tên lửa nhưng cái cartridge của B41 lại không là tên lửa, mà ở B41, cái projectile mới là tên lửa. Sự việc trở lên phức tạp hơn khi người ta nói cái projectile của phần projectile là liều lõm. Cũng như vậy, một tàu vũ trụ khi thì được nói bao gồm cả động cơ, khi thì chỉ có phần đầu-không tính động cơ-vốn là tên lửa.
Phần lớn các đạn tự hành là tên lửa, vậy nên rất nhiều người đánh đồng hai khái niệm này. Điều này gây sai lớn khi gặp những đạn không là tên lửa như Tomahawk. Người Nga hay ký hiệu R chỉ động cơ phản lực (Реактивный двигатель, giống như reaction engine), ví như động cơ máy bay MiG-21 là R-13-300, nên nhiều người nhầm R đó là rocket và dịch nhiều loại đạn tự hành thành tên lửa.
Có rất nhiều loại đạn giống nhau nhưng chỉ khác nhau tên lửa. Ví dụ đạn KS-1 (Raduga KS-1 Komet) và P-15 (P-15 Termit). Cả hai đều là đạn tự hành chống hạm cùng cỡ. Cùng là đạn tự hành, nhưng P-15 là tên lửa còn KS-1 là máy bay, có thể có phiên bản KS-1 có động cơ khởi tốc là động cơ tên lửa, nhưng phần lớn KS-1, phiên bản phóng từ máy bay, không dính dáng gì đến tên lửa. 

## Nguyên tắc phản lực

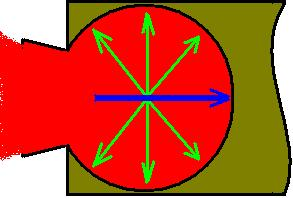
Ví dụ về nguyên tắc phản lực

Động cơ tên lửa hoạt động nhờ nguyên tắc phản lực: khi nhiên liệu cháy trong buồng đốt, nó tạo ra áp suất lên thành buồng đốt cân bằng về mọi hướng. Ở vị trí ống phụt, áp suất bị sụt giảm, vì thế, áp suất (mất cân bằng) ở phía đối diện sẽ đẩy tên lửa tiến về phía trước.
Vì vậy, tên lửa có thể hoạt động trong môi trường không có không khí. Nhiều loại ngư lôi hiện đại vận hành theo nguyên tắc phản lực khi di chuyển trong nước.
Lực đẩy của động cơ được tính theo công thức F=mv. Trong đó m là khối lượng thông qua tuye/giây và v là vận tốc. (Công thức F=ma biểu diến liên hệ giữa lực đẩy, khối lượng vật bị đẩy và gia tốc - đơn vị m/s^2 - trong vật lý cơ. Như vậy cần xem lại về thứ nguyên công thức F=mv trong phần này?)

## Lịch sử động cơ tên lửa
Động cơ tên lửa xuất hiện từ rất lâu từ những năm trước Công nguyên mà tổ tiên của chúng vẫn còn tồn tại cho đến ngày hôm nay đó là những quả pháo thăng thiên được sử dụng ở các vùng khu vực châu Á.
Tên lửa đầu tiên được sử dụng ở châu Âu vào khoảng năm 1421 và đó là các tên lửa cháy. Cũng trong thời gian này ở Nga thuốc phóng đã được chế tạo với khối lượng lớn và chất lượng tốt. Cho đến năm 1680 ở Nga xuất hiện Trung tâm nghiên cứu tên lửa và đến năm 1717 tên lửa chiếu sáng được chế tạo.
Ngày nay ĐCTL được sử dụng rộng rãi trong kỹ thuật vũ trụ, trong quân sự và cả trong dân dụng. ĐCTL được dùng như là động cơ chính và động cơ phụ của các vệ tinh nhân tạo, của các loại tên lửa. Trong dân dụng chúng được dùng làm thiết bị tạo lực đẩy đưa các loại máy móc, thiết bị lên các tầng cao của khí quyển và ngoài khí quyển nhằm mục đích nghiên cứu khí tượng, địa lý, thông tin... Chúng ngày càng được sử dụng rộng rãi trong ngành hàng không là động cơ tăng tốc (tăng tốc độ bay, tăng độ cao bay...), đồng thời chúng còn được dùng trong pháo binh làm động cơ phụ làm tăng tốc độ chuyển động của đầu đạn nhằm mục đích nâng cao khả năng chiến đấu của pháo binh.

## Phân loại động cơ tên lửa
Căn cứ vào nguồn năng lượng được sử dụng trong động cơ, ĐCTL được chia ra thành các loại cơ bản như sau:

### Động cơ tên lửa nhiên liệu hóa học
Đây là các loại ĐCTL được sử dụng đầu tiên và phổ biến nhất hiện nay. Căn cứ vào trạng thái vật lý của nhiên liệu hóa học, loại động cơ này còn được chia ra:
- Động cơ tên lửa nhiên liệu rắn (ĐTR)
- Động cơ tên lửa nhiên liệu lỏng (ĐTL)
- Động cơ tên lửa hỗn hợp (ĐTH)

### Động cơ tên lửa phi hóa học
Các loại động cơ này vẫn còn trong giai đoạn nghiên cứu và phát triển. Cũng căn cứ vào nhiên liệu sử dụng chúng được chia ra thành:
- ĐCTL hạt nhân
- ĐCTL điện
- ĐCTL ánh sáng